# Daniel G. Nocera

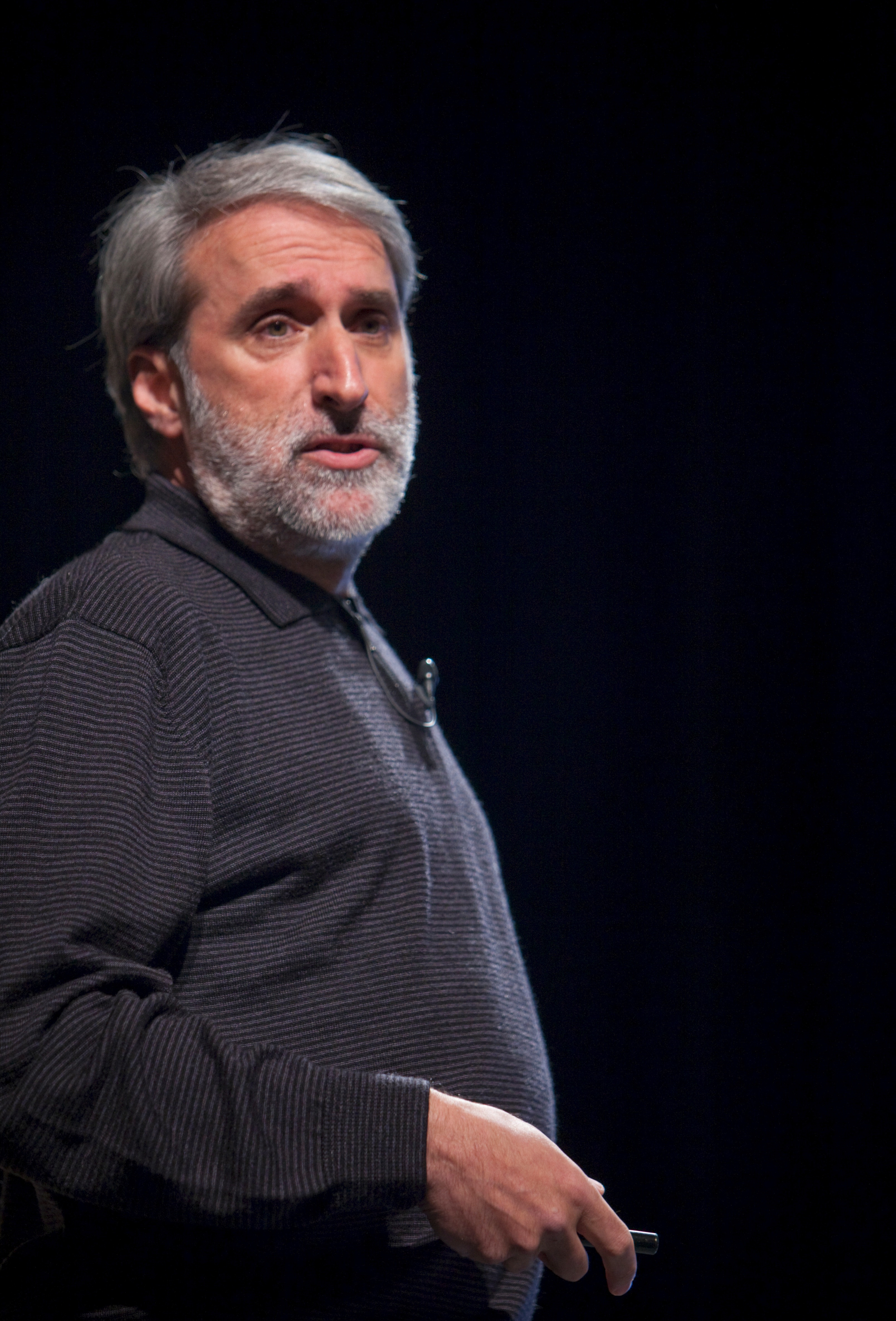
Daniel George Nocera

Daniel George Nocera (* 3. Juli 1957) ist ein US-amerikanischer Chemiker (Anorganische Chemie, Photochemie). Er ist Professor an der Harvard University und bekannt für Untersuchungen zur Chemie der Energie-Konversion von Sonnenlicht (Künstliche Photosynthese).

## Leben
Nocera studierte an der Rutgers University mit dem Bachelor-Abschluss magna cum laude 1979 und wurde 1984 bei Harry B. Gray am Caltech promoviert (Spectroscopy, electrochemistry, and photochemistry of polynuclear metal-metal bonded complexes). Er war ab 1984 Assistant Professor und ab 1990 Professor an der Michigan State University (wo er Distinguished Professor wurde) und ab 1997 Professor am Massachusetts Institute of Technology (Henry Dreyfus Professor of Energy) bevor er 2012 Patterson Rockwood Professor of Energy in Harvard wurde.

## Werk
Er forscht über erneuerbare Energien und insbesondere über Methoden künstlicher Photosynthese (Entwicklung eines künstlichen Blatts), das heißt Spaltung von Wasser in Wasserstoff und Sauerstoff zur Energieerzeugung und Energiespeicherung (in Form von Wasserstoff). Dabei entwickelte er mit seiner Gruppe eine Methode (RIPPLE), um Katalysatoren auf einem Silizium-Chip anzuordnen.
Schon 2008 entwickelte er einen billigen Katalysator zur Wasserspaltung, der zwar während des Prozesses zerfiel, sich aber selbst erneuerte.
Er erforschte Energiekonversion mit Multielektronen-Transfer und Protonen-gekoppeltem Elektronentransfer. Letzteres wandte er auf die Untersuchung von Enzymen an, die Radikale transportieren (zum Beispiel Ribonukleotidreduktase). Er arbeitet auch an chemischen Sensoren in Form von Nanokristallen für die Krebstherapie, optische Chemosensoren in der Mikrofluidik und molekulares Kennzeichnen für die Geschwindigkeitsmessung hochturbulenter Strömungen (Molecular tagging velocimetry, MTV).
In der Festkörperphysik befasst er sich mit der Synthese frustrierter Spin-Systeme. Beispielsweise schlug er 2007 mit Young Lee vor, dass eine Kristallstruktur (Kagome-Gitter) im Mineral Herbertsmithit eine Quanten-Spin-Flüssigkeit ist, was 2012 bestätigt wurde. Quanten-Spin-Flüssigkeiten stellen neben Ferro- und Antiferromagnetismus eine dritte magnetische Phase dar, in der die Spins im Gegensatz zu den anderen beiden Phasen ständig fluktuieren wie die Bewegungen von Molekülen in einer Flüssigkeit, und ihre Existenz wurde ursprünglich von Philip Warren Anderson vermutet.
Seit 2022 zählt der Medienkonzern Clarivate Nocera aufgrund der Zahl der Zitationen zu den Favoriten auf einen Nobelpreis (Clarivate Citation Laureates).

## Ehrungen
1990 wurde er Forschungsstipendiat der Alfred P. Sloan Foundation (Sloan Research Fellow). 2012 erhielt er den Remsen Award, 2009 den American Chemical Society Award in Inorganic Chemistry, den Harrison Howe Award der ACS und außerdem den Elizabeth Wood Award, den UN Science and Technology Award, den Burghausen-Preis (2007), den Eni-Italgas Prize for Energy & the Environment und den I-APS Award in Photochemistry (2006). Er ist Mitglied der American Academy of Arts and Sciences, der National Academy of Sciences, der Indian Academy of Sciences und der American Philosophical Society. Für 2023 wurde Nocera die F. A. Cotton Medal zugesprochen.

## Sonstiges
2008 gründete er die Firma Sun Catalyx. Er hat auch einen Vertrag mit der indischen Tata Group für industrielle Anwendungen seiner Forschung.

## Schriften
- mit K. M. Yocom, E. Bordignon, H. B. Gray: Electron-transfer kinetics of pentaammineruthenium(III)(histidine-33)-ferricytochrome c. Measurement of the rate of intramolecular electron transfer between redox centers separated by 15 Å in a protein,  J Am Chem Soc, Band 104, 1982, S. 5798–5800.
- mit J. R. Winkler, K. M. Yocom, E. Bordignon, H. B. Gray: Kinetics of intermolecular and intramolecular electron transfer from ruthenium (II) complexes to ferricytochrome c., J Am Chem Soc, Band 106, 1984, S. 5145–5150.
- mit H: B. Gray: Electron transfer chemistry of the luminescent excited state of octachlorodirhenate(III),  J Am Chem Soc, Band 103, 1981, S. 7349–7350
- mit N. S. Lewis: Powering the planet: Chemical challenges in solar energy utilization. Proc Nat Acad Sci USA, Band 103, 2006, S. 15729–15735.
- mit M. W. Kanan: In situ formation of an oxygen-evolving catalyst in neutral water containing phosphate and Co2+,  Science, Band 321, 2008, S. 1072–1075.
- mit M.  Dincă, Y. Surendranath: Nickel-borate oxygen-evolving catalyst that functions under benign conditions. Proc Natl Acad Sci USA, Band 107, 2010, S. 10337–10341.
- mit J. J. Pijpers, M. T. Winkler, Y. Surendranath, T. Buonassisi: Light-induced water oxidation at silicon electrodes functionalized with a cobalt oxygen-evolving catalyst,  Proc Nat. Acad Sci USA, Band 108, 2011, S. 10056–10061
- mit Euan R. Kay, Jungmin Lee, Moungi G. Bawendi: Conformational Control of Energy Transfer: A Mechanism for Biocompatible Nanocrystal-Based Sensors. In: Angewandte Chemie. 124, Nr. 52, 2012
- mit James F. Wishart: Photochemistry and Radiation Chemistry (Advances in Chemistry Series). American Chemical Society 1998